# Al-Karamah
Al-Karamah (Arabisch: الكرامة) is een Syrische voetbalploeg uit de stad Homs. Ze is opgericht in 1928, en men beschouwt haar als een van de oudste sportploegen in Azië. De club heeft de Syrische titel 8 keer gewonnen en de Syrische beker 6 keer. Het was ook de eerste Syrische club om de beker en de titel in hetzelfde jaar te winnen. Ze speelt haar thuismatchen in het Khaled bin Walidstadion in Homs.